# Stadhuis van Tartu

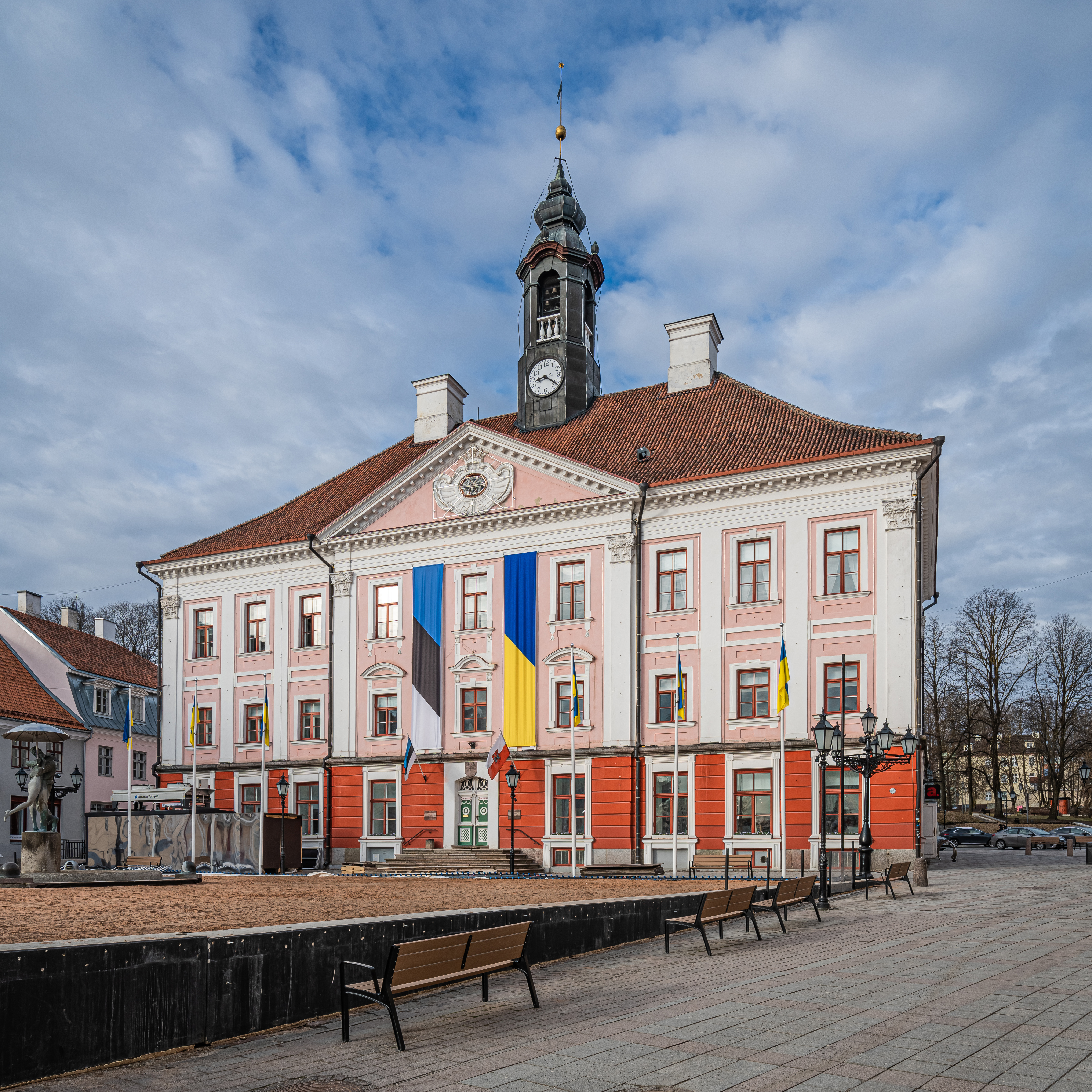
Stadhuis in 2022

Het Stadhuis van Tartu, gelegen op het stadsplein in het centrum van de Estse stad Tartu, is gebouwd tussen 1782 en 1789 na de Grote Brand van Tartu. Het is het derde stadhuis op dezelfde locatie. Het neoclassicistische ontwerp met rococo- en barokelementen is van de hand van de Duitse architect Johann Heinrich Bartholomäus Walter. De architectuur vertoont overeenkomsten met het Stadhuis van Narva. De toren herbergt een dagelijks bespeelbaar carillon. Ondanks historische waarde kampte het stadhuis altijd met ruimtegebrek; delen van het gebouw huisvesten momenteel een apotheek.